# Dodge Mirada
La Dodge Mirada est un coupé de taille moyenne à propulsion arrière, fabriqué et commercialisé par Dodge de 1980 à 1983, partageant la plate-forme Chrysler J ainsi que ses variantes techniques, la Chrysler Cordoba de deuxième génération et l'Imperial.  La production de la Mirada a atteint un peu moins de 53 000 unités et est restée relativement inchangée au cours de ses quatre années d'exploitation, à l'exception des couleurs et des moteurs. La Mirada a été commercialisée comme une coupé de luxe, sportif, avec une publicité et un marketing limités pendant une période où Chrysler était en grande difficulté financière. 

## Conception
Pour aider Chrysler à répondre aux normes toujours plus strictes de la Corporate Average Fuel Economy (CAFE), les Mirada/Cordoba ont été considérablement réduites par rapport à leurs prédécesseurs, les nouveaux modèles reposant sur une version modifiée de la plate-forme des Dodge Aspen/Plymouth Volaré. La Mirada a été conçue après le verrouillage de la conception de la Cordoba, avec divers changements apportés pour la distinguer et la rendre plus sportive. Le concepteur en chef, Ernie Barry, a inclut le toit Landau même si l'équipe de conception aurait préféré ne pas le faire, car de telles caractéristiques "classiques" étaient favorisées par le président de Chrysler, Lee Iacocca. L'extrémité avant était en plastique souple, avec une conception de calandre inspirée de la Cord 810/812 à "nez de cercueil".

## Équipements et options

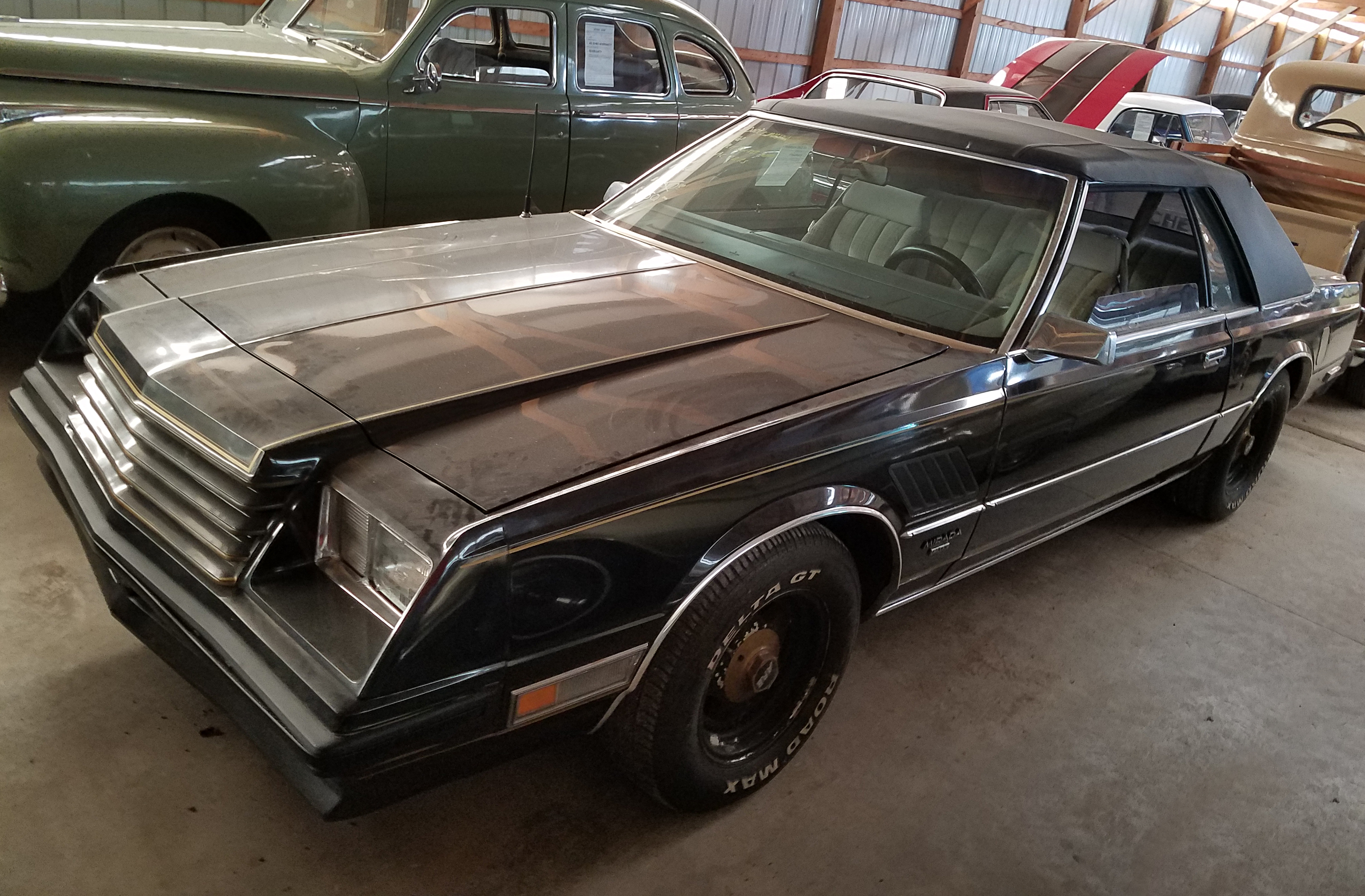
Dodge Mirada de 1983

Les modèles de base ont tous reçu un toit en métal avec une bande chromée qui s'étend depuis le bas des fenêtres et à travers le toit. Ceux qui choisiraient une Mirada avec un look un peu plus sportif pouvaient opter pour un toit ouvrant électrique ou un toit T-Top en verre; et ceux qui souhaitaient un look plus luxueux pouvaient choisir entre un toit en vinyle Landau ou un toit cabriolet, qui était en fait un toit modulable. Les T-Top et Landau étaient proposés chaque année, sauf en 1983, et le cabriolet, chaque année. Un toit ouvrant électrique a été offert pour 1980 et 1981.
Les modèles de base sont livrés avec des roues en acier de 15 pouces avec des enjoliveurs de type turbine, ou des roues en aluminium polies à 10 branches de 15 pouces, avec section peinte et caches centraux chromés brillants. 
La Mirada a été vendue dans les versions suivantes :
- Base
- S (aussi appelé "SE")
- CMX

### Intérieur
Le tableau de bord du modèle de base était noir avec une finition en simili bois, entourant les jauges et la console centrale, mais la CMX était livrée avec une finition en aluminium brossé remplaçant le simili bois. Les options de siège étaient soit des sièges baquets en vinyle, des sièges baquets en cuir ou une banquette divisée 60/40 en tissu. Étant donné que la Mirada pouvait être choisie avec un levier de changement de vitesses sur colonne ou au plancher, la banquette était uniquement proposée avec le levier de vitesses sur colonne. Les acheteurs avaient le choix entre une chaîne stéréo AM/FM ou une chaîne stéréo AM/FM à cassette, une chaîne stéréo AM/FM/8 pistes et une radio CB de Chrysler. Le volant proposé était un volant à deux rayons assortie à l'intérieur avec des boutons de klaxon dans les rayons. Le volant standard de la CMX de 1980 et 1981 était le Mopar "Tuff Wheel", qui était similaire au volant sport trouvé sur les muscle car vintage de Mopar telles que la Dodge Challenger du début des années 1970. Les fenêtres manuelles étaient standard sur le modèle de base, mais les lève-vitres de la CMX étaient en option sur les modèles de base. Un toit cabriolet simulable optionnel, comportait un quart de fenêtre obstrué.

## Motorisations
Le moteur six cylindres en ligne de 3,7 L était disponible dans la Mirada de base, le V8 de 5,2 L proposé en option et le V8 E58 360 de 5,9 L disponible dans la Mirada CMX, mais seulement en 1980. Pour des raisons non expliquées, le moteur 360 n'était plus disponible dans les automobiles Chrysler à partir de 1981. Tous ces moteurs ont été couplés à la transmission automatique A904 à l’exception du moteur 360 (5,9 L), qui a reçu la plus robuste A727. Avec une puissance de 185 chevaux, c'était l'une des voitures américaines les plus rapides disponibles en 1980, à égalité avec la Chevrolet Corvette[citation nécessaire].

## Suspension
La suspension de la Mirada utilisait des barres de torsion transversales à l'avant et des ressorts à lames avec une barre stabilisatrice à l'arrière.  Un «ensemble sportif» était proposé, qui comprenait des amortisseurs renforcés, des bagues pour barres de torsion, des ressorts, ainsi que des barres anti-basculement à l'avant et à l'arrière.  Le système de freinage utilisait des freins à disque assistés à l'avant et des freins à tambour à l'arrière. 

## NASCAR
On espérait que la Mirada rouvrirait la porte du succès pour Dodge dans les courses de NASCAR, car la marque n'avait pas gagné de course depuis novembre 1977. Fin octobre 1980, Lee Iacocca a personnellement appelé Richard Petty, un pilote Dodge de longue date, et lui a demandé de construire et de tester une Mirada au spécification de course, disant que Chrysler fournirait à Petty Enterprises la tôle de carrosserie et les pièces de moteur nécessaires à Petty pour construire et faire campagne avec la voiture. Petty, qui avait quitté Dodge pour General Motors en 1978, a accepté et a immédiatement fait partir son équipe et construit une voiture de course sur base de Mirada. Quelques autres équipes, dont l'équipe de Junior Johnson, ont construit des Miradas spécifiques à la course pour les tester. La victoire de l'équipe de Johnson aurait été un coup d'État majeur pour Dodge, car ils conduisaient des voitures GM depuis la création de l'équipe et l'équipe venait de recruter Darrell Waltrip de DiGard Motorsports pour conduire pour eux (Waltrip ayant remporté 22 courses en voitures GM avant cela).
Après la construction de leur voiture, l'équipe Petty a pensé que la Mirada ressemblait à une excellente voiture de course, et certains tests initiaux ont ravi le pilote Dodge de longue date. Une séance d'essais au Daytona Speedway le 17 janvier 1981, où environ 15 000 fans de Petty se sont présentés. Cependant, la Mirada était plus lente de 13 km/h que les voitures GM et Ford de l'époque. Ces tests de la voiture, ainsi que les tests de l'équipe Junior Johnson, ont révélé que même si elle avait l'air assez aérodynamique, la carrosserie avait en fait un coefficient de traînée très élevé qui la rendait incapable de vitesses supérieures à 298 km/h. L'équipe Petty a retiré la tôle de la Mirada (en la passant à Buddy Arrington) et, comme l'équipe Johnson, a choisi de construire des voitures de course à plate-forme G de GM (partagées avec les Chevrolet Monte Carlo, Pontiac Grand Prix, Oldsmobile Cutlass Supreme et Buick Regal) , et cela mit fin à la tentative de Chrysler de se rétablir dans la NASCAR.
Cependant, deux petites équipes de course indépendantes, Arrington Racing (qui utilisait des Dodge de Petty d'occasion rebadgés) et Negre Racing, ont décidé d'essayer la voiture et de la faire courir pendant les saisons de course 1981 à 1984. Arrington a réussi 17 classements parmi les dix premiers au cours de ces années, mais tous étaient sur des pistes courtes (1 mile ou moins). Quelques autres pilotes (Dave Marcis dans quatre courses et Dick May dans trois) ont couru dans des Mirada de temps en temps en 1981, mais les voitures étaient soit en proie à des problèmes mécaniques, soit elle terminées à plusieurs tours des leaders. Jusqu'à la fin de 1984, des Mirada couraient de temps en temps, mais sans grand succès, et cela a finalement conduit à la disparition de Dodge dans la NASCAR jusqu'en 2001.